# メラ (小惑星)
メラ (3553 Mera) は、アモール群の小惑星。キャロライン・シューメーカーがパロマー天文台で発見した。名前の由来は不明。